# Auguste Henke
Auguste Henke, geborene Vietor (* 22. Juli 1867 in Bremen; † 4. Februar 1951 in Göttingen), war eine deutsche Hausfrau und Politikerin (DVP).

## Leben
Auguste Vietor war eine Tochter des Pastors Rudolf Vietor und der Henriette Stachow. Sie heiratete 1886 den späteren Prokuristen der Wollkämmerei Delmenhorst Friedrich Wilhelm Hinrich Karl Henke. Ab 1886 lebte die Familie für drei Jahre in Ostindien. Nach der Rückkehr lebten sie in Bremen, wo Auguste Henke Leiterin des evangelischen Frauenwerks wurde. 1897 zog die Familie nach Delmenhorst. Seit 1905 wohnten sie in Oldenburg.
Nach dem Tod von Hinrich Gerdes rückte sie am 10. Februar 1921 für ihn in den Landtag des Freistaates Oldenburg nach. Dort war sie Mitglied im Petitionsausschuss. Im Dezember 1922 schied sie aus dem Landtag aus, da die Familie wieder nach Bremen gezogen war Im Landtag rückte Heinrich Schwarzenberg für sie nach.